# 4.ª Divisão Blindada (Estados Unidos)

Insígnia usada pela Divisão até sua extinção, em 1972

A 4.ª Divisão Blindada foi uma divisão blindada do Exército dos Estados Unidos de 1941 a 1972.
A Divisão, ao contrário de outras divisões blindadas dos EUA da Segunda Guerra Mundial, não adotou um nome oficial durante o conflito. Entretanto, possuía o nome não oficial de Name Enough

## Segunda Guerra Mundial

### Batalha das Ardenas
Dois dias depois que os alemães lançaram sua ofensiva nas Ardenas, a 4º DA entrou na batalha (18 de dezembro de 1944), correndo para o noroeste na Bélgica, cobrindo 150 milhas em 19 horas. A 4º DA, liderando o Terceiro Exército de Patton, atacou os alemães em Bastogne e, em 26 de dezembro, foi a primeira unidade (a Companhia C, 37.º Batalhão de Tanques liderou a coluna da 4.ª Divisão Blindada que conquistou Bastogne durante a Batalha das Ardenas) a romper as defesas em Bastogne e aliviar a 101.ª Divisão Aerotransportada sitiada.
Avançando a noite toda, a 4.ª DA cruzou o Meno no dia seguinte, ao sul de Hanau, e continuou avançando. Lauterbach caiu em 29 de março, Creuzburg através do Werra em 1.º de abril, Gotha em 4 de abril - onde a 4.ª DA libertou o campo de concentração de Ohrdruf, o primeiro campo nazista libertado pelas tropas americanas.

### Pós-guerra
Após uma missão de ocupação na Alemanha, a 4.ª DA retornou aos Estados Unidos para inativação. A maioria de seus soldados, no entanto, permaneceu como forças de ocupação na Alemanha após a redesignação como Primeira Brigada de Polícia. Em 1949, foi redesignada a 4ª Divisão Blindada e inativada em 20 de maio de 1949.
A 4.ª DA permaneceu na Alemanha até a desativação final em maio de 1971, quando foi renomeada como 1.ª Divisão Blindada.

## Estatísticas

### Segunda Guerra Mundial[7]
- Total de baixas em batalha: 6.212
- Mortos em ação: 1.143
- Feridos em ação: 4.551
- Perdidos em ação: 65
- Prisioneiros de guerra: 453